# Unidad Popular

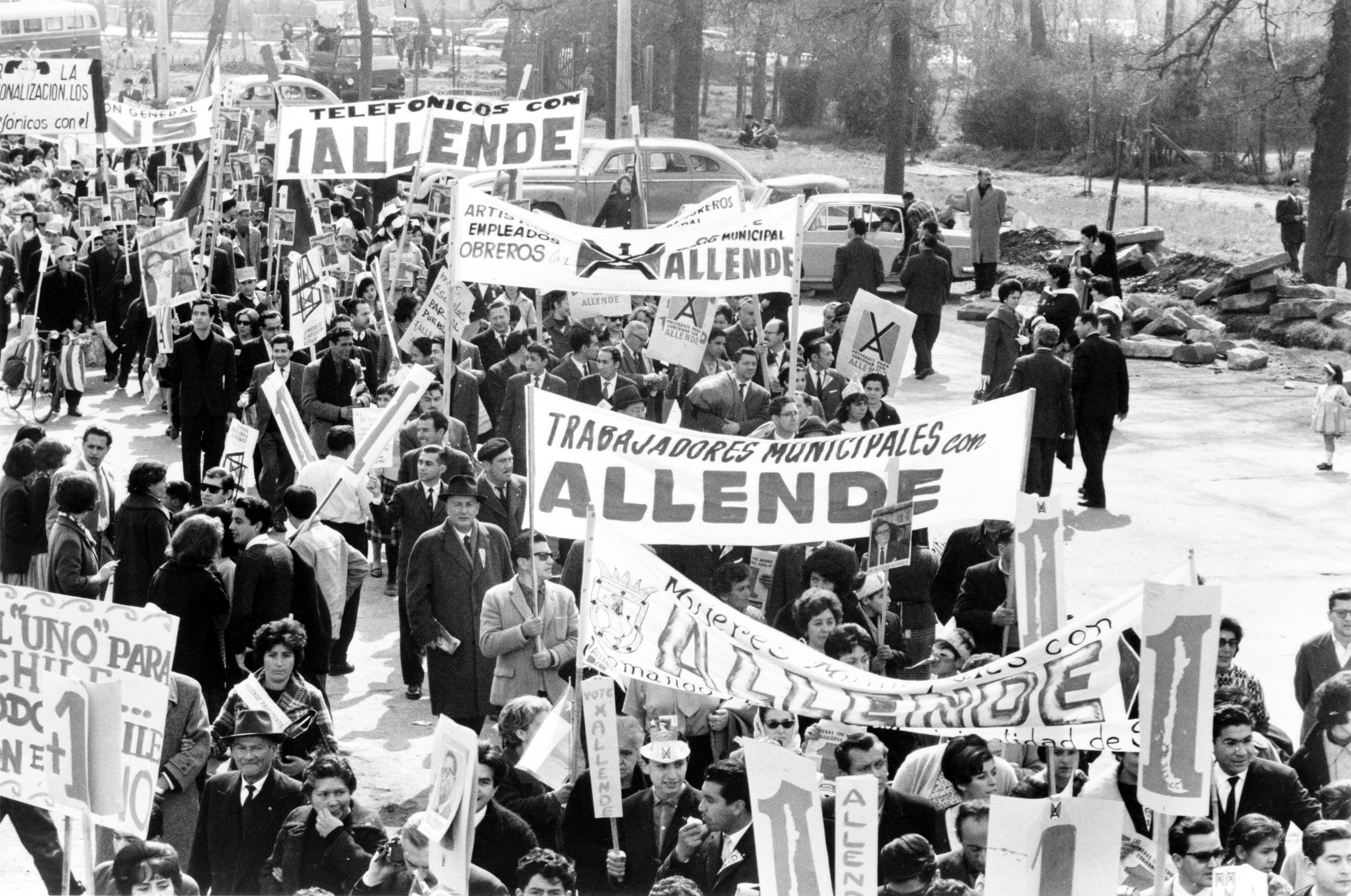
Demonstration für Allende

Die Unidad Popular (UP) war ein Wahlbündnis von linken chilenischen Parteien und Gruppierungen, das am 17. Dezember 1969 gegründet wurde. Im Bündnis vertreten waren die Sozialistische Partei Chiles (PS; Partido Socialista de Chile), die Kommunistische Partei Chiles (PCCh; Partido Comunista de Chile), die Radikale Partei (Partido Radical), die Sozialdemokratische Partei Chiles (PSD; Partido Social Democracia de Chile), die „Bewegung der einheitlichen Volksaktion“ (MAPU; Movimiento de Acción Popular Unitaria), die MAPU/OC, MAPU Arbeiter Bauer (ab 1972; MAPU Obrero Campesino), die „Unabhängige Volksaktion“ (API; Acción Popular Independiente) und die Christliche Linke Partei Chiles (IC, ab 1971; Partido Izquierda Cristiana de Chile).
Bei den Präsidentschaftswahlen am 4. September 1970 bekam der UP-Kandidat Salvador Allende mit 36,3 % die meisten Stimmen. Am 24. Oktober 1970 wurde Allende vom Nationalkongress in einer Stichwahl zum chilenischen Präsidenten gewählt, mit den Stimmen der Christdemokraten.

## Die vierzig ersten Maßnahmen der Unidad Popular

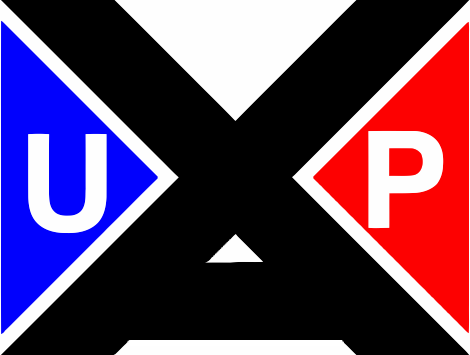
Das Emblem der UP

Die geplanten „vierzig ersten Maßnahmen“ der Regierung der Unidad Popular in Chile bildeten das Sofortprogramm der Regierung Salvador Allendes. Sie reflektieren die damals von der Linken getragene und teils auch in der Mitte des politischen Spektrums des Landes populäre Idee eines notwendigen Wandels im Staat. Das Programm umfasst zum Teil nur kosmetische Maßnahmen, aber auch tiefe Umwälzungen. Es entstand während der (vierten) Kandidatur Allendes zur Präsidentschaftswahl 1970 und wurde für den Wahlkampf in 40 Punkte gefasst.
1. Ende der Wunderlöhne: Wir werden die Gehälter der höchsten Beamten begrenzen. Wir werden die Anhäufung von Ämtern und Bezügen beenden (Beratertätigkeiten, Aufsichtsratsposten, Interessenvertretungen). Wir werden mit den Verwaltungsmanagern und politischen Managern Schluss machen.
2. Mehr Berater? Nein!: Jeder Angestellte im Öffentlichen Dienst soll ein staatliches Gehalt beziehen und niemand soll außerhalb der Aufgaben eines Staatsbeamten tätig werden.
3. Ehrlichkeit im Amt: Wir werden mit der Vetternwirtschaft und ungerechtfertigten Versetzungen im Öffentlichen Dienst Schluss machen. Es wird eine Beschäftigungsgarantie für die Staatsangestellten geben. Niemand wird wegen seiner politischen oder religiösen Ideen verfolgt. Man wird auf die Effizienz, die Ehrlichkeit und auf den guten Umgang mit dem Publikum seitens der Staatsangestellten achten.
4. Keine weiteren Luxusreisen ins Ausland: Wir werden die Auslandsreisen von Regierungsbeamten einstellen: Ausgenommen werden nur die für die Interessen des Staates unverzichtbaren Reisen.
5. Keine Dienstwagen im Urlaub: Die staatlichen Fahrzeuge sollen auf keinen Fall für private Zwecke genutzt werden. Nicht benötigte Fahrzeuge werden für den Dienst an der Gemeinschaft verwendet, etwa zum Schülertransport, Transport von Kranken in die Wohnsiedlungen oder als Dienstfahrzeuge bei der Polizei.
6. Der Staat wird keine neue Reichen „machen“: Wir werden eine rigorose Kontrolle über die Renten und das Eigentum der hohen Staatsbeamten verfügen. Der Staatsapparat wird keine Fabrik für neue Reiche mehr sein.
7. Gerechte Renten, keine Millionärspensionen: Wir werden mit den Millionärspensionen Schluss machen, egal ob für Parlamentsabgeordnete, in der privaten Wirtschaft oder im Öffentlichen Dienst, und wir werden die eingesparten Mittel nutzen, um die niedrigsten Renten zu verbessern.
8. Gerechte Altersbezüge und zeitiger Ruhestand: Wir werden allen Menschen ein Recht auf Rente geben, die älter als 60 Jahre alt und nicht in Rente gegangen sind, weil für sie keine Rentenbeiträge bezahlt wurden.
9. Rente für alle: Wir werden die kleinen und mittleren Händler, Landwirte und Gewerbetreibenden, die Selbständigen, die Handwerker, Fischer, kleine Bergwerksbesitzer, Bergarbeiter und Hausfrauen in das Rentensystem eingliedern.
10. Sofortige Auszahlung für Rentner: Wir werden Pensionserhöhungen des Personals der Streitkräfte sofort auszahlen, und wir werden die Auszahlung der Renten der Sozialkasse gerecht gestalten.[4]
11. Schutz für die Familie: Wir werden ein Ministerium zum Schutz der Familie schaffen.
12. Gleichheit in der Kinderzuschüsse: Wir werden alle Kinderzuschüsse auf gleiche Höhe setzen.[5]
13. Kinder werden geboren, um glücklich zu sein: Wir werden eine vollkommen kostenlose Schule anbieten; Schulbücher, Hefte und Unterrichtsmaterial wird für alle Kinder der Grundschule kostenlos.
14. Bessere Ernährung für das Kind: Wir werden Frühstück und Mittagsessen an alle Schüler der Grund- und Mittelschule ausgeben, deren Eltern nicht in der Lage sind, sie ausreichend zu ernähren.
15. Milch für alle Kinder Chiles: Wir werden einen halben Liter Milch als Ration für alle Kinder Chiles bereitstellen.
16. Mutter-Kind-Klinik in Ihrem Viertel: Wir werden Mutter-Kind-Kliniken in allen Wohnvierteln aufbauen.
17. Echte Ferien für alle Schüler und Studenten: Man wird die besten Grundschüler aus dem ganzen Land in die Sommerresidenz des Präsidenten in Viña del Mar einladen.
18. Kontrolle der Trunksucht: Wir werden den Alkoholismus nicht durch repressive Maßnahmen bekämpfen, sondern durch ein besseres Leben, und wir werden den illegalen Handel mit Alkoholika beenden.
19. Haus, Strom, Trinkwasser für alle: Wir werden einen Notplan zum schnellen Wohnungsbau implementieren und wir werden die Versorgung mit Trinkwasser und Strom pro Häuserblock garantieren.
20. Keine Erhöhung der Tilgungsraten für die Schuldner des staatlichen Wohnungsbaus: Wir werden die Erhöhungen der Raten für die Bezahlung des staatlichen Wohnungsbaus abschaffen.[6]
21. Keine Erhöhung der Mieten: Wir werden festlegen, dass höchstens 10 % des Haushaltseinkommens zur Zahlung der Miete oder Wohnungsschulden eingefordert werden dürfen.
22. Brachliegende staatliche Grundstücke nein! Wohnungssiedlungen ja!: Wir werden brachliegende staatliche, halbstaatliche oder Gemeinde-Grundstücke für den Wohnungsbau freigeben.
23. Grundsteuer nur für Villen: Wir werden alle Wohnungen bis zu 80 m², wo der Besitzer dauernd lebt und die keine Luxus- oder Ferienhäuser sind, von der Grundsteuer befreien.
24. Eine echte Agrarreform: Wir werden die Agrarreform vertiefen,[7] sie wird auch dem mittleren und kleinen Landwirt nutzen, auch dem kleinen Landbesitzer, Pächter, Angestellten und Tagelöhner. Wir werden die Kredite für die Landwirtschaft erweitern. Wir werden einen Markt für die Gesamtheit der Agrarprodukte sichern.
25. Medizinische Versorgung ohne Bürokratie: Wir werden alle bürokratischen und verwaltungsmäßigen Beschränkungen beseitigen, welche die medizinische Versorgung von Arbeitern und Arbeitslosen behindern.
26. Kostenlose Versorgung in den Krankenhäusern: Wir werden die Zahlungspflicht für Medikamente und Untersuchungen in den Krankenhäuser beenden.
27. Keine übertriebenen Preise für Medikamente mehr: Wir werden die Preise von Medikamenten drastisch senken, indem wir die Einfuhrsteuer für die Grundstoffe senken.
28. Stipendien für Studenten: Wir werden ein Recht auf Stipendien für gute Schüler und Studenten festlegen, abhängig von ihren Leistungen und der finanziellen Situation ihrer Familie.
29. Sportunterricht: Wir werden den Sportunterricht fördern und wir werden Sportplätze in Schulen und Wohnsiedlungen bauen. Jede Schule und jede Wohnsiedlung wird einen Sportplatz haben. Wir werden die Volkserholung organisieren und fördern.
30. Eine neue Ökonomie, um der Inflation ein Ende zu setzen: Wir werden die Produktion von Massenartikeln erhöhen, die Preise kontrollieren und die Inflation niedrig halten durch sofortige Umsetzung der neuen Wirtschaftspolitik.
31. Keine weitere Fesselung an den Internationalen Währungsfonds: Wir werden die Verträge mit dem Internationalen Währungsfonds kündigen und die skandalösen Abwertungen des Escudo beenden.
32. Keine weitere Steuern auf Nahrungsmittel: Wir werden Schluss machen mit den Steuererhöhungen für lebensnotwendige Artikel.
33. Schluss mit der Mehrwertsteuer: Wir werden die Mehrwertsteuer abschaffen und durch ein anderes, gerechteres und einfacheres System ersetzen.
34. Schluss mit der Spekulation: Wir werden die Wirtschaftskriminalität drastisch bestrafen.
35. Schluss mit dem Mangel: Wir werden Arbeit für alle Chilenen schaffen und Entlassungen verhindern.
36. Arbeit für alle: Wir werden sofort neue Arbeitsplätze schaffen durch Wohnungsbau und öffentliche Baumaßnahmen, neue Industrien und neue Entwicklungsprojekte.
37. Auflösung der Bereitschaftspolizei: Wir werden die Ordnung in den Wohnvierteln und Wohngebieten und die persönliche Sicherheit der Menschen garantieren. Carabineros und Kriminalpolizei werden nur polizeiliche Aufgaben zur Bekämpfung gewöhnlicher Kriminalität wahrnehmen. Wir werden die Bereitschaftspolizei (Grupo Móvil) auflösen, ihre Mitglieder werden für polizeiliche Aufgaben eingesetzt.
38. Schluss mit der Klassenjustiz: Wir werden legale, schnelle und kostenlose Verfahren in Zusammenarbeit mit den Nachbarschaftskomitees[8] um über besondere Vorfälle zu beraten und zu entscheiden, etwa Streit, Nötigung, Ausreißer und häusliche Verwahrlosung der Kinder, Ruhestörung.
39. Rechtsberatung in Ihrem Viertel: Wir werden Rechtsberatung in allen Wohnvierteln anbieten.
40. Schaffung eines Nationalen Instituts für Kunst und Kultur: Wir werden ein Nationales Institut für Kunst und Kultur sowie Schulen für die künstlerische Ausbildung in allen Kommunen schaffen.

## Kabinett Allende

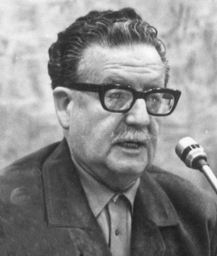
Salvador Allende

Bei den Kommunalwahlen 1971 kam die UP auf 49,7 % der Stimmen.
Die bedingte Unterstützung durch die Christlichdemokratische Partei Chiles, welche die Bestätigung Allendes als Staatspräsidenten ermöglichte, verlief sich unter den Bedingungen einer zunehmenden politischen Polarisierung bald im Nichts. Die MIR stieß mit den konservativen Kräften zusammen und agitierte im Lande für gewaltsame Enteignungen der Latifundien. Die rechten Kräften besaßen eine Parlamentsmehrheit und konnten Allendes Gesetzesinitiativen bremsen oder gar blockieren.
Die Regierungskoalition Unidad Popular selber durchlebte innere Meinungsverschiedenheiten. Es sollte beachtet werden, dass sich während dieser Zeit sowohl die Sozialisten als auch Kommunisten zum Marxismus bekannten, die Sozialisten aber radikalere Politik trieben. Salvador Allende, sowie eine Minderheit der Sozialisten, unterstützte mäßigere und parlamentarische Politik, wobei er mit dem radikalsozialistischen Generalsekretär Carlos Altamirano der Sozialistischen Partei in Konflikt geriet. Im Allgemeinen beförderten die Kommunistische Partei, die Radikale Partei und die spätere (prokommunistische) Splittergruppe MAPU Obrero Campesino eher legalistische Politik und schrittweise Reformen, wobei sie auch einen Ausgleich mit der Christlichdemokratischen Partei anstrebten. Im Kontrast zu diesem Kurs stand die Linie der radikalen Mehrheit der Sozialistischen Partei und des radikalen Flügels der marxistisch-leninistischen MAPU und der Izquierda Cristiana, die einen revolutionären Durchbruch verlangten, der Parlamentsarbeit skeptisch gegenüberstanden und gewaltsame Aktionen nicht ausschließen.
Unter der Regierung der UP wurden grundlegende soziale Reformen in Chile eingeführt, die vor allem den bis dahin unterprivilegierten Schichten der Bevölkerung zugutekamen. Die Rechte der Arbeiter und der von Großgrundbesitzern abhängigen Landbevölkerung wurden gestärkt. Das Gesundheitswesen wurde reformiert und die medizinische Versorgung und allgemeine Grundversorgung mit lebensnotwendigen Gütern auch für Mittellose erleichtert. Die Alphabetisierung wurde forciert. Wichtige Schlüsselindustrien Chiles wie etwa die Kupferindustrie, bis dahin mehrheitlich in den Händen US-amerikanischer Konzerne, wurden verstaatlicht. Nachdem die USA daraufhin ein Handelsembargo über Chile verhängt hatten, kam es zu einer Wirtschaftskrise mit einer Inflationsrate bis über 60 %. Allende rief infolgedessen 1972 den Notstand aus.
Bei den Parlamentswahlen am 4. März 1973 kam die UP auf einen Stimmenanteil von 43,9 %. Die Volksfront blieb weiter in der Minderheit, konnte aber der Opposition zwei Sitze im Senat und sechs im Abgeordnetenhaus abnehmen. Die von den Oppositionsparteien erhoffte Zweidrittelmehrheit, die ihnen ermöglicht hätte, Allende vom Amt abzusetzen, kam damit nicht zustande. Die Sozialisten, die 1969 weniger Sitze erzielt hatten, als ihre kommunistischen und radikalen Alliierten, konnten diesmal ihre Sitze im Abgeordnetenhaus von 15 auf 27 fast verdoppeln, womit die Sozialistische Partei die stärkste Partei des linken Blockes wurde. Ihr Generalsekretär Altamirano meinte, „wir verweigern jede Konzession an die Bourgeoisie“.
Nach einem Aufruf des Parlaments zur drastischen Änderung der Politik der Regierung wurde die Regierung Allendes am 11. September 1973 durch das Militär unter Führung des von den US-amerikanischen Geheimdiensten unterstützten General Augusto Pinochet durch einen Putsch gestürzt. Bei dem Staatsstreich nahm sich Allende das Leben. Nach dem Militärputsch errichtete Pinochet eine Militärdiktatur unter seiner Führung, die die meisten Reformen der UP wieder rückgängig machte und auch die wirtschaftliche Dominanz der US-Konzerne über die chilenischen Schlüsselindustrien weitgehend wiederherstellte. Anhänger der Unidad Popular wurden zu Tausenden ermordet. Viele, die der Verfolgung durch Militärs und DINA entgehen konnten, mussten sich zur Rettung ihres Lebens ins Ausland absetzen.

## Unidad Popular als Volksfront
Zeitgenössische Politiker wie auch marxistische Politikwissenschaftler und Historiker bezeichnen diese Koalition oft als „Volksfront“. In mindestens zwei Aspekten unterscheidet sich die Unidad Popular jedoch fundamental von der Frente Popular von 1936.
1. Die FRAP/UP bestand nur aus Linksparteien und schloss keine bürgerlichen Gruppen mit ein. Zwar war die Radikale Partei seit 1969 Mitglied, allerdings führte dieser Linkskurs zur rechten Abspaltung Democracia Radical, der sich manche bekannte Parteiführer anschlossen.
2. Die UP wurde nicht als Reaktion auf eine faschistische oder nationalsozialistische Bedrohung des Landes gegründet. Vielmehr ging es um eine Transition Chiles in eine sozialistische Gesellschaft. Zweifelsohne sahen die Linken die Gefahr eines rechten Putsches, doch sowohl die letzte Rechtsregierung (Jorge Alessandri, 1958–64) als auch die spätere Diktatur Pinochets waren nicht typisch faschistisch. In seiner systematischen Brutalität und seinem Hass gegen „Linke“ ähnelt das Pinochet-Regime jedoch europäischen Faschismen der 30er und 40er Jahre.